# Эгерская бычья кровь
Эгерская бычья кровь (венг. Egri bikavér) — купажное красное вино, производимое с середины XIX века в Эгерском винодельческом регионе Венгрии. Самое известное из красных вин этой страны.
Во времена Австро-Венгрии виноград кадарка давал вину насыщенный, крепкий характер, но перемены в структуре винодельческого сектора после эпидемии филлоксеры и  мировых войн изменили состав и характер вина. Сегодняшняя «бычья кровь» менее насыщенна и состоит из смеси таких сортов местного вина, как кекфранкош (почти всегда не менее 30%, часто в районе 50%), португизер, кадарка, с добавлением международных сортов каберне фран, каберне совиньон, мерло (с начала XXI века — также пино нуар и шираз) в разных пропорциях.
Название «Эгерская бычья кровь» зарегистрировано в Евросоюзе как наименование места происхождения товара. Как и в случае с другими аппелласьонами, весь процесс его изготовления регулируется правилами и контролируется. Название разрешается использовать только виноделам в Эгерском винодельческом районе.

## Легенда
По эгерской легенде, название «бычья кровь» происходит из времён борьбы с турками. Когда во время осады Эгерской крепости её комендант Иштван Добо приказал дать своим солдатам вино для укрепления их боевого духа, турки увидели, как благодаря этому напитку венгерские солдаты получили свежие силы, и решили, что их противники пьют бычью кровь. Правдоподобность этой легенды является крайне низкой, поскольку в Венгрии до турецкого завоевания существовало производство только белого вина. Кадарка и технология производства красного вина были принесены только позже рацами, которые бежали от турок в Венгрию. Письменные источники, грамоты и путевые записки не упоминают названия «бычья кровь» до середины XIX века.
Название появилось только в 1846 г., когда Янош Гараи, поэт из конкурентного винодельческого района Сексарда, где тоже производят бычью кровь, создал это название в стихотворении под названием Szegzárdi bordal (Застольная песня из Сексарда).

Другое важное раннее упоминание бычьей крови появилось в книге Яноша Эрдейи «Magyar közmondások könyve» («Сборник венгерских пословиц») в 1851 г. В статье «Bikavér» (Бычья кровь) указано: «Так называют крепкое красное вино, например, эгерское». Хотя это выражение не относится к Сексарду, но и эгерское вино упоминается только как пример, что указывает на общее и не сознательное употребление слова. Это подтверждает также книга Мора Баллаги под заглавием A Magyar Nyelv Teljes Szótára (Полный словарь венгерского языка), опубликованная в 1873 г., согласно которой «бычья кровь» — это шутливое обозначение особо тёмного и крепкого вина.
В недалёком прошлом Эгер и Сексард вели спор о том, какой винодельческий район имеет право по историческим данным использовать название «бычья кровь». На основе имеющихся исторических данных можно сказать, что, хотя название впервые появилось в Сексарде, оно относилось просто к тёмному красному вину, название «бычья кровь» нельзя отнести исключительно только к одному винодельческому району. Сегодня уже эти дискуссии потеряли значение, и виноделы из обоих районов принимают условия использования этого названия.

## История
В течение девятнадцатого века название «бычья кровь» не обозначало вид конкретного вина, просто так называли в повседневной речи крепкое, тёмное вино. «Бычью кровь» тогда ещё готовили, смешивая разные сорта винограда из разных виноградников, свой тёмный цвет она получила благодаря короткому брожению на кожице винограда. Купаж разных сортов винограда, происходящих из виноградников, обладающих разными условиями, давал виноделам возможность смягчать влияние урожая и производить как можно более сбалансированное вино.
До появления филлоксеры в эгерском районе в 1886 г. самую большую часть основного сырья для бычьей крови обеспечивал сорт кадарки с пряным ароматом, называющийся lúdtalpú («гусиная лапа»). Тогда в виноградниках разные сорта винограда были смешаны и их вместе собирали и обрабатывали. Во время гибели европейских виноградников от филлоксеры погибло и большинство винограда в эгерском районе. В процессе первой реконструкции винограда после катастрофы в 1880—1910 гг. разные сорта винограда сажали на отдельных участках. Тогда в районе появились такие сорта винограда как надьбургунди (этим же словом в Венгрии иногда называют блауфранкиш), кекфранкош и кекопорто, а также, на меньшей территории, каберне совиньон, каберне фран и мерло, даже отелло, который используется как красящее вино. Для безопасности урожая и благодаря дешевой обработке на больших территориях посадили непривитые сорта винограда.
Первым сознательным производителем бычьей крови был экспериментатор Йене Гребер в начале XX века, благодаря которому бычья кровь получила более широкую известность и международную славу. У Гребера были большое владение, достаточный капитал, хорошее винодельческое оборудование и современные профессиональные знания. С ним связано введение сорта винограда медок нуар из Франции, который стал одним из основных компонентов бычьей крови. Основой бычьей крови Гребера было смешанное сусло кадарки и медок нуар. Процесс изготовления вина включал в себя удаление винограда от стеблей и брожение «на кожице» с добавлением небольшого количества стеблей. Хорошее представление о тогдашней бычьей крови даёт анализ вина Гребера урожая 1900 года, проведённый в 1905 году. По его результатам вино содержало 11,25 % алкоголя, 5,6 г/л кислоты и 1,8 г/л сахара.
В период между двумя мировыми войнами самым известным производителем бычьей крови был Бела Борхи-Браун, чье вино получило много международных призов. Основой его вина была кадарка, которая составляла более 50 %. Еще 20 % давал сорт надьбургунди; кекопорто и медок нуар давали вместе тоже 20 % купажа, а остальную часть давали красящие винограды отелло и бако. Идеальным временем для сбора винограда было около 20 октября. Рекомендовалось использовать только спелый виноград: минимум 20 градусов сусла (20 г сахара в 100 г сусла), но реже доходило и до 25 градусов. Виноград, доставленный в погреб, тщательно перебирали, неспелые или заплесневелые ягоды удаляли, а потом отделяли виноград от стеблей и измельчали его с добавлением небольшого количества стеблей. Количество стеблей являлось важным элементом процесса изготовления бычьей крови, и поэтому для виноделов оно было секретом. Ферментация происходила в открытых чанах, несколько раз в течение дня виноделы опускали густую часть сусла на дно чана, а поднимающаяся шапка мезги защищала сусло от вредного влияния оксидации.
По тогдашним источникам эгерская бычья кровь принадлежала к лучшим винам. Из-за сложного метода его изготовления оно никогда не производилось в большом количестве. Обычно вино созревает на второй год, но на рубеже XIX—XX веков часто пользовались спросом вина возраста 5-8, или даже 10 лет.

## Бычья кровь послеВторой мировой войны

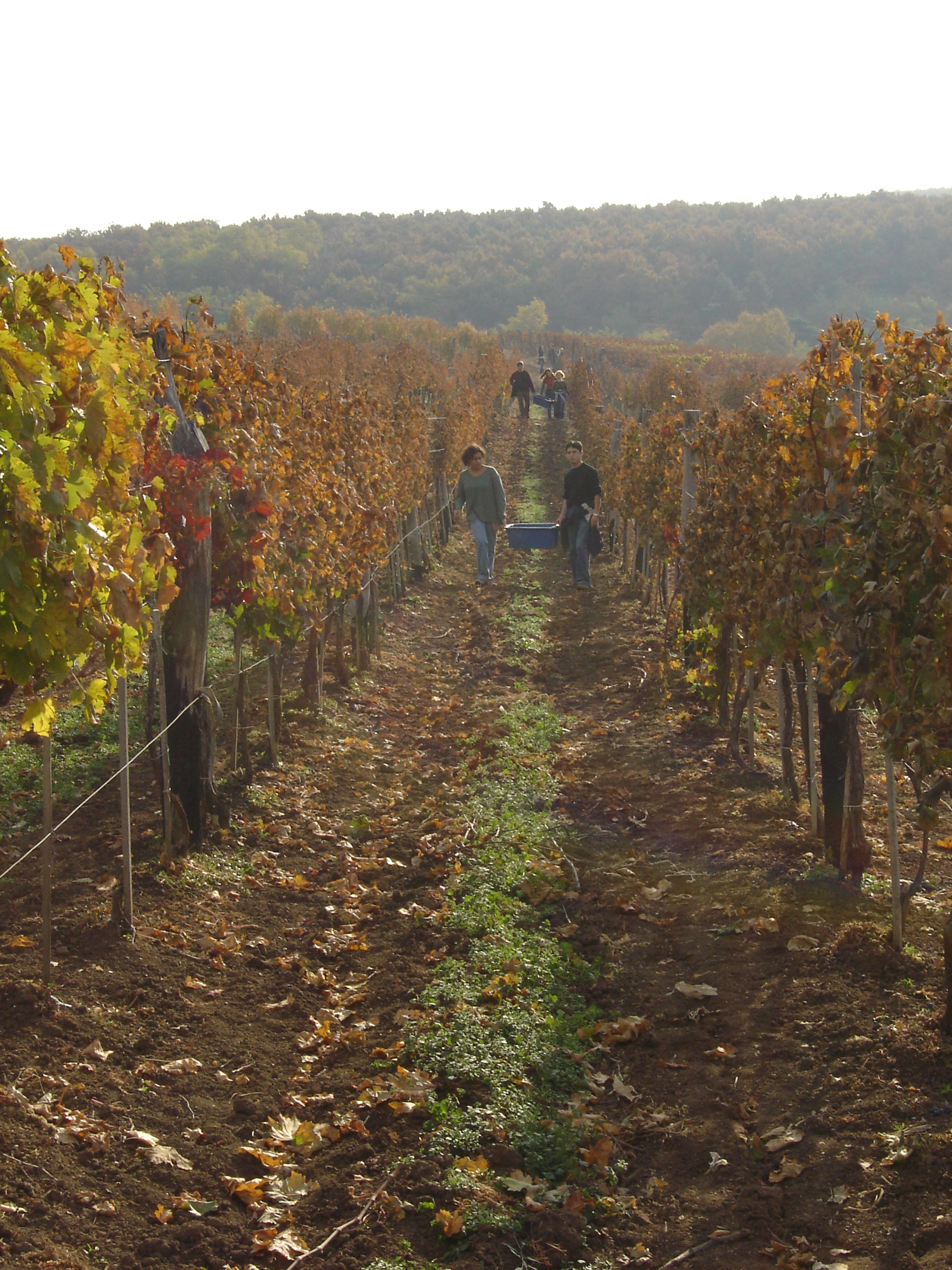
Эгерские виноградники

До второй мировой войны бычью кровь готовили и в Сексарде и в Эгере, но после введения планового хозяйства принято было решение из Эгерской бычьей крови сделать экспортную марку. В Сексарде не разрешали использовать название Сексардская бычья кровь, более того, его удалили из профессиональной литературы и энциклопедий.
Бычья кровь в этот период стала жертвой социалистического хозяйства. Виноградное сырье выращивали методом крупного хозяйства, из-за перегружения виноградных лоз и слишком раннего сбора урожая сырье было часто неспелым, и поэтому добавляли в сусло сахар. Иногда даже повышали содержание алкоголя добавляя спирт-ректификат. Выращивание винограда опустилось на места, которые легче было обрабатывать, но где виноград был худшего качества. До конца 1960-х гг. основным сырьём для изготовления бычьей крови являлись кекфранкош, кадарка, медок нуар и кекопорто. Вино выдерживали в деревянных бочках.
В период второй пятилетки в Эгере на большой территории произошла реконструкция виноградников. Тогда распространилась вертикальная шпалера средней и большой высоты. Кадарка и медок нуар вытеснились из производства из-за высокой стоимости выращивания и низкого, как считалось, качества произведённого из них вина. Их место заняли каберне совиньон и каберне фран. В 1978—1980 гг. в рамках так называемой программы Бикавер (Бычья кровь) снова посадили значительное количество винограда сортов кекфранкош, цвайгельт, кекопорто и мерло, потому что они лучше всего подходили к условиям крупного хозяйства и нетребовательным методам выращивания. В этот период вино часто выдерживали не в деревянных бочках, а в стальных или бетонных баках.
Классическое вино бычья кровь в это время имело среднерубиновый или коричневый цвет, сильную кислотность, терпкий, часто с высоким содержанием танина, горьковатый вкус. К началу 90-х гг. бычья кровь значительно потеряла свою прежнюю международную славу. Выращивание винограда и производство вина промышленными методами в ущерб качеству причинили существенный вред вину, который и сегодня чувствуется.

## Современная бычья кровь
Для производства высококачественной современной бычьей крови надо внести коренные изменения как в области методов выращивания винограда, так и в технологии производства вина. При выращивании винограда чрезвычайно важны выбор подходящей плодородной почвы (имеют значение климатические и географические факторы, водоотлив, состав почвы), а также практика ограничения урожая и сбор урожая в физиологически зрелом состоянии. Основными требованиями для производства высококачественной бычьей крови являются отбор винограда, удаление стеблей, обеспечение чистоты в погребах, брожение при контролированных условиях и выдержка в маленьких деревянных бочках. Современная бычья кровь — это вино насыщенного, пряного, фруктового характера, обладающее красивой структурой кислот, средним или высоким содержанием танина и алкоголя, подходящим для длинного сохранения, способное для развития в бутылке.
Не секрет, что и сегодня эгерская бычья кровь производится с нарушением основных требований к качеству. Эти вина часто готовятся из незрелого винограда, собранного с слишком перегруженных лоз. Они могут быть сильно кислыми, иметь высокое содержание танина и низкое содержание алкоголя. Частой проблемой является использование старых, неправильно вымытых бочек и недостаточная гигиена погребов. Эти дешёвые, появляющиеся в большом количестве на экспортных рынках вина «бычья кровь» и сегодня причиняют большой вред восстанавливающемуся эгерскому винодельческому району, и поддерживают недоверие к бычьей крови среди потребителей. Причиной этого являются слишком уступчивое использование марки бычья кровь, низкие требования, определяющие зрелость сырья, недостатки контроля и менее строгие требования к оценке на основе органов чувств.

## Регулирование и защита происхождения бычьей крови
Во время планового хозяйства был создан эгерский винодельческий комбинат, который занимался продажей бычьей крови, как монополист. В этот период марка «бычья кровь» была зарегистрирована в качестве товарного знака. После создания горного муниципалитета в 1990-е гг. этот товарный знак был отменен постановлением Верховного Суда. В настоящее время слово Эгер (как и прилагательное эгерский) зарегистрированы как наименование места происхождения товара, и все виноделы, которые производят вино в этом районе, имеют право использовать название «бычья кровь» для вина, обладающего соответствующим описанию продукта качеством. Бычья кровь — это не сорт вина, поэтому виноделы, работающие вне эгерского винодельческого района, не имеют права использовать это название.
С 1991 г. Ассоциация эгерских виноградарей и виноделов работает над определением бычьей крови. Главный вопрос, чем отличается бычья кровь от других подобных купажей красного вина в мире. После смены режима среди основных элементов бычьей крови большую роль играли укоренившиеся в эгерском винодельческом районе сорта винограда каберне совиньон и мерло, которые дают насыщенные вина, их купаж похож на купажи типа бордо. Также большой спор вызвал вопрос, может ли бычья кровь иметь признаки выдержки в деревянных бочках, так называемой баррик. В 1993 г. Ассоциация разработала снова сформулированные правила изготовления бычьей крови, которые использовались только как рекомендация и юридической силы не имели. Принятие закона о горных муниципалитетах горы создало правовую основу для регулирования, и поэтому были образованы горные муниципалитеты Эгерского винодельческого района и Совет горных муниципалитетов. Устав о бычьей крови был одобрен единогласным голосованием 27 июня 1997 г. Этот устав был утверждён постановлением Министерства развития сельских территорий 130/2003, изданным в 2002 г., которое также создало категорию бычьей крови супериор.
Согласно уставу, бычья кровь является таким купажем, в котором ни один сорт винограда не должен доминировать. Для изготовления этого вина надо использовать минимум три из следующих сортов винограда: кадарка, кекфранкош, каберне совиньон, каберне фран, мерло, португизер (раньше кекопорто), пино нуар, блаубургер, кекмедок и цвайгельт. Уставом предписано, что обработанный виноград должен иметь минимум 17 градусов сусла, а для некоторых сортов винограда 19 градусов, что на 2-4 градуса выше, чем предписывалось раньше. Максимальным количеством урожая было определено 120 ц/га. Из устава следует, что, например, винодел, который в худшем году не располагает достаточно зрелым урожаем как минимум трёх сортов винограда, совсем не имеет права готовить бычью кровь. Ви́на типа бычья кровь по уставу надо выдерживать в деревянных бочках как минимум один год, а вне винодельческого района разрешается продавать их только в бутылках.
К бычьей крови супериор, которую описали в редакции устава от 2002 г., предъявляются более строгие требования. Это вино надо готовить, используя как минимум четыре из вышеупомянутых десяти сортов винограда так, чтобы пропорция ни одного из использованных сортов не превышала 50 %, и не была ниже, чем 5 %. По уставу обработанное сусло некоторых сортов винограда должно иметь 18 градусов, других 20. Продажу вина можно начинать после 30 апреля через два года после сбора винограда.

## Действующее регулирование
В 2007 г. Совет муниципалитетов горы поставил целью ввести регулирование достаточно высокого уровня всех сортов вина, производимого в эгерском винодельческом районе. Результатом двухлетней работы стало постановление Министерства развития сельских территорий «О защищённых по происхождению винах эгерского винодельческого района» 102/2009, которое снова регулирует производство бычьей крови, начиная со сбора винограда в 2010 г.. Постановлением введено два строго регулированных сорта в категории защищённого по происхождению вина: защищённое по происхождению классическое вино и защищённое по происхождению вино супериор. Согласно постановлению для производства бычьей крови, защищенной по происхождению, разрешается использовать следующие сорта винограда: кекфранкош, португизер, кадарка, блаубургер, цвайгельт, каберне фран, каберне совиньон, мерло, пино нуар, менуар, туран, биборкадарка и шираз.
Категория вина, защищённого по происхождению, строго регулирует и проверяет место происхождения винограда, сорт винограда, технологию выращивания, дистанцию между виноградными лозами, а также многочисленные этапы производства вина (обработка винограда, прессование, выдерживание, и т. д.).

## Классическое вино бычья кровь, защищённое по происхождению
Это вино разрешается готовить из винограда, происходящего из следующих районов: Андорнактайя, Демйен, Эгер, Эгербакта, Эгерсалок, Эгерсолат, Фелшетаркань, Кереченд, Маклар, Надьтайа, Носвай, Новай, Ошторош и Сомойа, а также на территориях, принадлежащих поселку Верпелет.
Минимальное определённое содержание алкоголя: 10,6 % для сортов кекфранкош, португизер, кадарка, блаубургер, туран, биборкадарка и цвайгельт, а для сортов каберне фран, каберне совиньон, мерло, пино нуар, менуар и шираз 12,08 %.
Правила для купажа вина:
- Надо использовать как минимум три сорта винограда.
- Доля ни одного из сортов винограда не должна превышать 50 %.
- Доля как минимум трёх сортов винограда должна в отдельности превысить 5 %.
- Сорт кекфранкош должен дать самую большую часть вина.
- Доля сортов туран и биборкадарка не должна превышать, ни в отдельности, ни вместе, 10 % вина.

Выдержка: как минимум шесть месяцев в деревянных бочках.
Продажа: только в бутылках, не раньше, чем первого ноября следующего после сбора урожая года.

## Вино бычья кровь супериор, защищённое по происхождению
Это вино разрешается готовить из винограда, происходящего из следующих районов: Андорнактайя, Демйен, Эгер, Эгербакта, Эгерсалок, Эгерсолат, Фелшетаркань, Кереченд, Маклар, Надьтайа, Носвай, Новай, Ошторош и Сомойа, а также на территориях, принадлежащих поселку Верпелет.
Минимальное определенное содержание алкоголя: 12,83 % для всех сортов винограда.
Выдержка: как минимум один год в деревянных бочках и как минимум шесть месяцев в бутылках.
Правила для купажа вина:
- Надо использовать как минимум пять сортов винограда.
- Доля ни одного из сортов винограда не должна превышать 30 % за исключением сорта кекфранкош, пропорция которого должна составлять как минимум 30 %, но не больше 50 % вина.
- Доля как минимум пяти сортов винограда должна в отдельности превысить 5 %.
- Доля сорта туран не должна превышать 5 % вина.
- Доля сортов каберне фран и каберне совиньон не должна вместе превышать 30 %.

Продажа: только в бутылках, не раньше, чем первого мая второго следующего после сбора урожая года.

## Характеристика вина
Современная хорошо изготовленная, качественная бычья кровь имеет средне-тёмный рубиновый цвет, обладает хорошей кислотностью, средним или высоким содержанием танина, средним или высоким содержанием алкоголя (типично 13,5-15 %), содержит в букете пряности, а также красные и чёрные ягоды.
Обычно это вино предлагают к пряным блюдам, изготовленным из говядины или дичи. Температура для употребления 16-18 градусов. Вино замечательно подходит к более тяжёлым блюдам, как перкельт, бифштекс, жаркое, и т. д.